# Radosław Zawrotniak
Radosław Aleksander Zawrotniak (* 2. září 1981 Krakov, Polsko) je polský sportovní šermíř, který se specializuje na šerm kordem. Na olympijských hrách startoval v roce 2008 a 2012. V soutěži jednotlivců na olympijských hrách v roce 2008 vypadl ve čtvrtfinále a s polským družstvem kordistů vybojoval stříbrnou olympijskou medaili. V roce 2010 získal třetí místo na mistrovství Evropy v soutěži jednotlivců. S polským družstvem kordistů vybojoval v roce 2007 druhé místo na mistrovství Evropy a v roce 2009 třetí místo na mistrovství světa.